# 瓦爾瑙河
52°52′41″N 9°36′34″E / 52.87806°N 9.60944°E

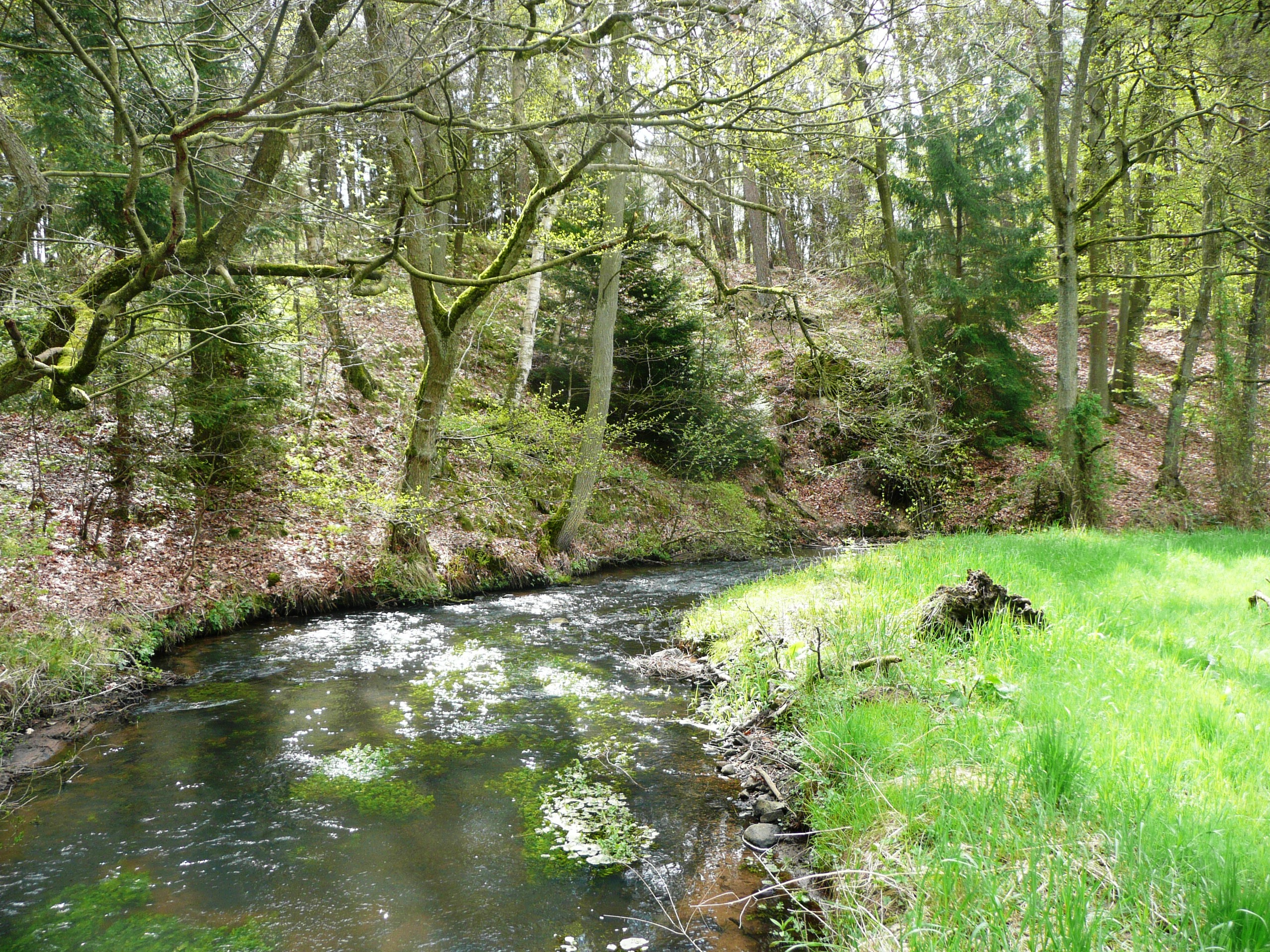
瓦爾瑙河

瓦爾瑙河（德語：Warnau），是德國的河流，位於該國西北部，由下薩克森州負責管轄，屬於伯默河的支流，河道全長18公里，流域面積47平方公里。

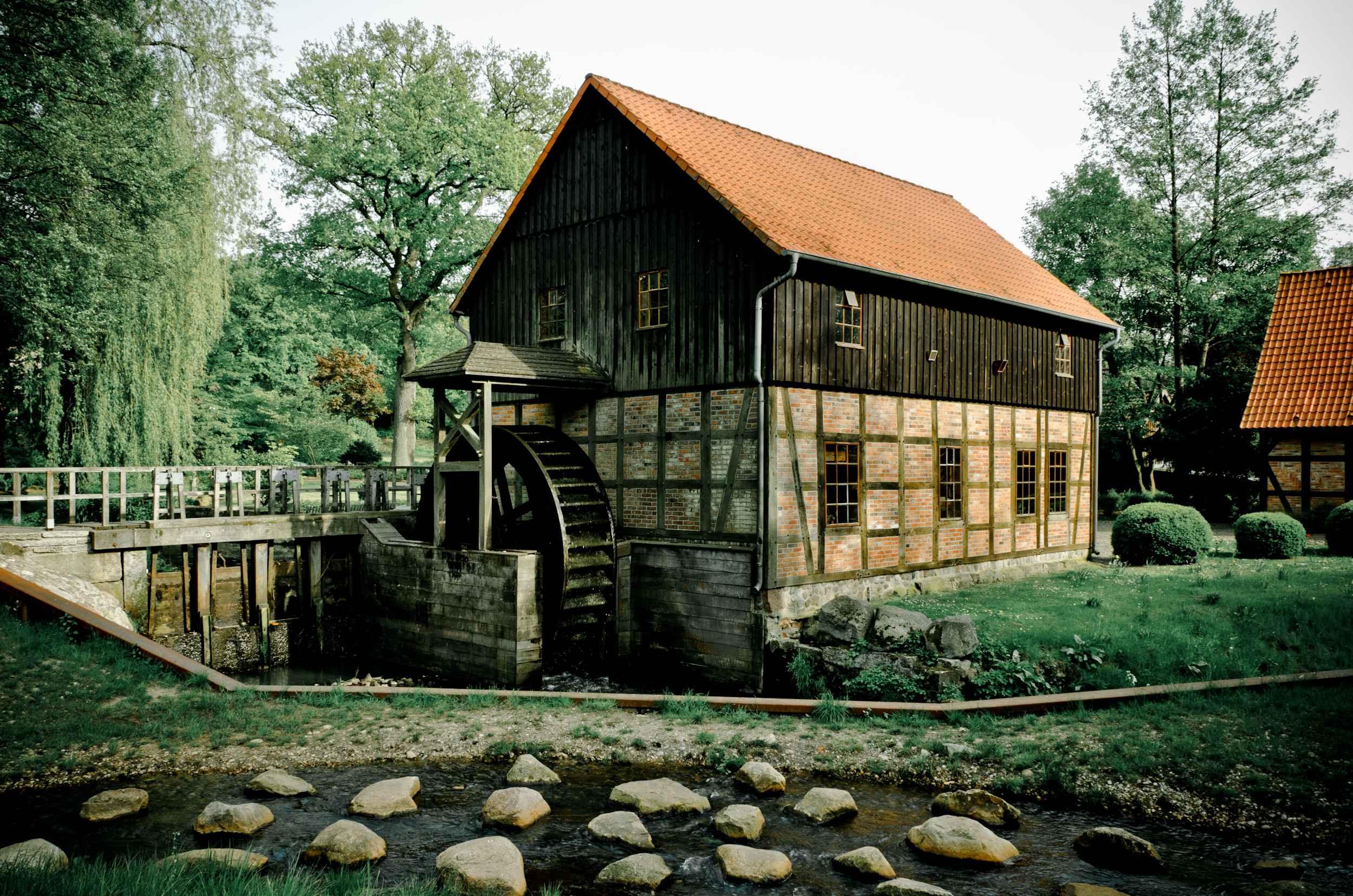
水車